# Kasseler Sport-Verein Hessen Kassel 1983-1984
Questa voce raccoglie le informazioni riguardanti il Kasseler Sport-Verein Hessen Kassel nelle competizioni ufficiali della stagione 1983-1984.

## Stagione
Nella stagione 1983-1984 l'Hessen Kassel, allenato da Jörg Berger, concluse il campionato di 2. Bundesliga al 4º posto. In Coppa di Germania l'Hessen Kassel fu eliminato al primo turno dal Bayern Monaco.

## Rosa
| N. |                     | Ruolo | Calciatore         |
| -- | ------------------- | ----- | ------------------ |
| 1  | Germania (bandiera) | P     | Gerhard Siewert    |
| 1  | Germania (bandiera) | P     | Hans Wulf          |
| 3  | Germania (bandiera) | D     | Manfred Damerau    |
| 3  | Germania (bandiera) | D     | Volker Münn        |
| 4  | Germania (bandiera) | D     | Uwe Beginski       |
| 4  | Germania (bandiera) | D     | Stefan Panierschky |
| 4  | Germania (bandiera) | A     | Ulrich Wielandt    |
| 5  | Germania (bandiera) | D     | Walter Horch       |
| 5  | Germania (bandiera) | D     | Stefan Kuhn        |
| 6  | Germania (bandiera) | A     | Gerhard Grau       |

| N. |                     | Ruolo | Calciatore          |
| -- | ------------------- | ----- | ------------------- |
| 7  | Germania (bandiera) | A     | Michael Deuerling   |
| 8  | Germania (bandiera) | A     | Peter Cestonaro     |
| 9  | Germania (bandiera) | A     | Uwe Pallaks         |
| 9  | Polonia (bandiera)  | A     | Peter Palupski      |
| 10 | Svezia (bandiera)   | C     | Mats Nordgren       |
| 10 | Germania (bandiera) | A     | Helmut Hampl        |
| 11 | Germania (bandiera) | C     | Karl Bönisch        |
| 11 | Germania (bandiera) | A     | Heinz Traser        |
|    | Germania (bandiera) | C     | Uwe Eplinius        |
|    | Germania (bandiera) | C     | Thomas Freudenstein |

## Organigramma societario
Area tecnica
- Allenatore: Jörg Berger
- Allenatore in seconda:
- Preparatore dei portieri:
- Preparatori atletici:

## Calciomercato

### Sessione estiva
| Acquisti | Acquisti            | Acquisti         | Acquisti |
| R.       | Nome                | da               | Modalità |
| -------- | ------------------- | ---------------- | -------- |
| D        | Uwe Beginski        | Osnabrück        |          |
| C        | Thomas Freudenstein | Hessen Kassel II |          |

| Cessioni | Cessioni      | Cessioni              | Cessioni |
| R.       | Nome          | a                     | Modalità |
| -------- | ------------- | --------------------- | -------- |
| D        | Günter Eymold | Eintracht Francoforte |          |
| C        | Peter Kempa   | Hertha Berlino        |          |
| A        | James Weir    | Göttingen             |          |

### Sessione invernale
| Acquisti | Acquisti | Acquisti | Acquisti |
| R.       | Nome     | da       | Modalità |
| -------- | -------- | -------- | -------- |

| Cessioni | Cessioni | Cessioni | Cessioni |
| R.       | Nome     | a        | Modalità |
| -------- | -------- | -------- | -------- |

## Risultati

### 2. Bundesliga

#### Girone di andata
| Arbitro: | Scheuerer |

|                                        |           |  |
| Cestonaro 13’ Traser 24’ Deuerling 90’ | Marcatori |  |

| Arbitro: | Bodmer |

|  |           |                                    |
|  | Marcatori | 33’, 65’, 69’ Traser 62’ Cestonaro |

| Arbitro: | Walz |

|                                     |           |                      |
| Hampl 40’ Bönisch 44’ Cestonaro 60’ | Marcatori | 53’ Pache 76’ Jakobs |

| Arbitro: | Wippker |

|                 |           |                     |
| Hönnscheidt 28’ | Marcatori | 78’, 79’, 82’ Hampl |

| Arbitro: | Huster |

|                       |           |            |
| Salisch 2’ Nehoda 42’ | Marcatori | 22’ Traser |

| Arbitro: | Horeis |

|  |           |                      |
|  | Marcatori | 33’ Drexler 83’ Abel |

| Arbitro: | Wuttke |

|                |           |                   |
| Hauck 17’, 61’ | Marcatori | 4’, 41’ Cestonaro |

| Arbitro: | Mierswa |

|                                                      |           |           |
| Traser 51’, 61’, 63’, 70’ Eplinius 57’ Deuerling 83’ | Marcatori | 86’ Hotić |

| Arbitro: | Assenmacher |

|           |           |                          |
| Funke 88’ | Marcatori | 32’, 59’ Hampl 45’ Horch |

| Arbitro: | Neuner |

|                           |           |                    |
| Bönisch 54’ Cestonaro 59’ | Marcatori | 21’ Skov 72’ Glöde |

| Arbitro: | Schütte |

|           |           |                 |
| Beike 58’ | Marcatori | 70’, 72’ Traser |

| Arbitro: | Ermer |

|  |           |               |
|  | Marcatori | 80’ Wohlfarth |

| Friburgo in Brisgovia 22 ottobre 1983, ore 15:00 CET 13ª giornata | Friburgo  | 0 – 0 referto | Hessen Kassel | Dreisamstadion (3 000 spett.)\| Arbitro: \| Puchalski \| |
| Arbitro:                                                          | Puchalski |               |               |                                                          |

| Arbitro: | Roth |

|                                  |           |  |
| Hampl 6’ Horch 35’ Cestonaro 45’ | Marcatori |  |

| Arbitro: | Föckler |

|                      |           |  |
| Drews 11’ Kügler 87’ | Marcatori |  |

| Arbitro: | Bruch |

|                        |           |  |
| Traser 10’ Bönisch 83’ | Marcatori |  |

| Arbitro: | Broska |

|                           |           |            |
| Linßen 28’ Kurtenbach 36’ | Marcatori | 74’ Traser |

| Arbitro: | Barnick |

|                            |           |  |
| Cestonaro 11’ Nordgren 87’ | Marcatori |  |

| Arbitro: | Eschweiler |

|            |           |               |
| Niebel 64’ | Marcatori | 55’ Cestonaro |

#### Girone di ritorno
| Arbitro: | Heitmann |

|                         |           |  |
| Freudenstein 15’ (aut.) | Marcatori |  |

| Arbitro: | Kasperowski |

|                                                   |           |                          |
| Bönisch 4’ Cestonaro 24’, 77’ Wielandt 27’ (rig.) | Marcatori | 11’ Mainz 82’ Schmedding |

| Arbitro: | Zimmermann |

|                  |           |                     |
| Pache 60’ (rig.) | Marcatori | 20’ (rig.) Wielandt |

| Arbitro: | Assenmacher |

|                          |           |  |
| Deuerling 11’ Traser 85’ | Marcatori |  |

| Arbitro: | Bodmer |

|                       |           |          |
| Bönisch 14’ Horch 19’ | Marcatori | 84’ Hahn |

| Arbitro: | Dellwing |

|                                 |           |             |
| Täuber 41’ (rig.), 82’ Abel 62’ | Marcatori | 13’ Bönisch |

| Arbitro: | Kautschor |

|                                                              |           |           |
| Nordgren 21’ Bönisch 27’ Traser 37’ Wielandt 44’, 60’ (rig.) | Marcatori | 12’ Hauck |

| Arbitro: | Reinstädtler |

|  |           |                         |
|  | Marcatori | 48’ Wielandt 80’ Traser |

| Arbitro: | Kespohl |

|           |           |  |
| Traser 6’ | Marcatori |  |

| Arbitro: | Horeis |

|                   |           |  |
| Beck 11’ Blau 52’ | Marcatori |  |

| Arbitro: | Brehm |

|                 |           |  |
| Traser 30’, 61’ | Marcatori |  |

| Arbitro: | Roth |

|                                     |           |  |
| Notthoff 37’ Lay 72’ Steininger 73’ | Marcatori |  |

| Kassel 19 aprile 1984, ore 20:15 CEST 32ª giornata | Hessen Kassel | 0 – 0 referto | Friburgo | Auestadion (6 000 spett.)\| Arbitro: \| Scheuerer \| |
| Arbitro:                                           | Scheuerer     |               |          |                                                      |

| Arbitro: | Puchalski |

|                       |           |  |
| Günther 9’ Theiss 23’ | Marcatori |  |

| Arbitro: | Michel |

|                                 |           |  |
| Eplinius 30’, 37’ Cestonaro 52’ | Marcatori |  |

| Aquisgrana 5 maggio 1984, ore 15:00 CEST 35ª giornata | Alemannia Aquisgrana | 0 – 0 referto | Hessen Kassel | Stadio Tivoli (4 000 spett.)\| Arbitro: \| Werner \| |
| Arbitro:                                              | Werner               |               |               |                                                      |

| Arbitro: | Niebergall |

|                          |           |  |
| Bönisch 21’ Nordgren 30’ | Marcatori |  |

| Arbitro: | Pauly |

|             |           |           |
| Richter 54’ | Marcatori | 15’ Horch |

| Arbitro: | Heitmann |

|                                                     |           |                                 |
| Freudenstein 4’ Wielandt 47’ Traser 52’ Pallaks 82’ | Marcatori | 41’ Malura 67’ (rig.) Hanschitz |

### Coppa di Germania
| Arbitro: | Eschweiler |

|  |           |                             |
|  | Marcatori | 3’ Lerby 7’, 18’ Rummenigge |

## Statistiche

### Statistiche di squadra
| Competizione      | Punti | In casa | In casa | In casa | In casa | In casa | In casa | In trasferta | In trasferta | In trasferta | In trasferta | In trasferta | In trasferta | Totale | Totale | Totale | Totale | Totale | Totale | DR  |
| Competizione      | Punti | G       | V       | N       | P       | Gf      | Gs      | G            | V            | N            | P            | Gf           | Gs           | G      | V      | N      | P      | Gf     | Gs     | DR  |
| ----------------- | ----- | ------- | ------- | ------- | ------- | ------- | ------- | ------------ | ------------ | ------------ | ------------ | ------------ | ------------ | ------ | ------ | ------ | ------ | ------ | ------ | --- |
| 2. Bundesliga     | 48    | 19      | 15      | 2       | 2       | 46      | 14      | 19           | 5            | 6            | 8            | 22           | 25           | 38     | 20     | 8      | 10     | 68     | 39     | +29 |
| Coppa di Germania | -     | 1       | 0       | 0       | 1       | 0       | 3       | 0            | 0            | 0            | 0            | 0            | 0            | 1      | 0      | 0      | 1      | 0      | 3      | -3  |
| Totale            | 48    | 20      | 15      | 2       | 3       | 46      | 17      | 19           | 5            | 6            | 8            | 22           | 25           | 39     | 20     | 8      | 11     | 68     | 42     | +26 |

### Andamento in campionato
| Giornata  | 1 | 2 | 3 | 4 | 5 | 6 | 7 | 8 | 9 | 10 | 11 | 12 | 13 | 14 | 15 | 16 | 17 | 18 | 19 | 20 | 21 | 22 | 23 | 24 | 25 | 26 | 27 | 28 | 29 | 30 | 31 | 32 | 33 | 34 | 35 | 36 | 37 | 38 |
| --------- | - | - | - | - | - | - | - | - | - | -- | -- | -- | -- | -- | -- | -- | -- | -- | -- | -- | -- | -- | -- | -- | -- | -- | -- | -- | -- | -- | -- | -- | -- | -- | -- | -- | -- | -- |
| Luogo     | C | T | C | T | T | C | T | C | T | C  | T  | C  | T  | C  | T  | C  | T  | C  | T  | T  | C  | T  | C  | C  | T  | C  | T  | C  | T  | C  | T  | C  | T  | C  | T  | C  | T  | C  |
| Risultato | V | V | V | V | P | P | N | V | V | N  | V  | P  | N  | V  | P  | V  | P  | V  | N  | P  | V  | N  | V  | V  | P  | V  | V  | V  | P  | V  | P  | N  | P  | V  | N  | V  | N  | V  |
| Posizione | 3 | 1 | 1 | 1 | 1 | 3 | 3 | 3 | 2 | 3  | 3  | 5  | 5  | 4  | 4  | 4  | 5  | 5  | 5  | 5  | 5  | 5  | 5  | 4  | 5  | 4  | 3  | 3  | 4  | 3  | 4  | 3  | 5  | 4  | 4  | 4  | 4  | 4  |

Legenda:

Luogo: C = Casa; T = Trasferta. Risultato: V = Vittoria; N = Pareggio; P = Sconfitta.

### Statistiche dei giocatori
| Giocatore       | 2. Bundesliga | 2. Bundesliga | 2. Bundesliga | 2. Bundesliga | Coppa di Germania | Coppa di Germania | Coppa di Germania | Coppa di Germania | Totale   | Totale | Totale      | Totale     |
| Giocatore       | Presenze      | Reti          | Ammonizioni   | Espulsioni    | Presenze          | Reti              | Ammonizioni       | Espulsioni        | Presenze | Reti   | Ammonizioni | Espulsioni |
| --------------- | ------------- | ------------- | ------------- | ------------- | ----------------- | ----------------- | ----------------- | ----------------- | -------- | ------ | ----------- | ---------- |
| U. Beginski     | 18            | 0             | 1             | 0             | 0                 | 0                 | 0                 | 0                 | 18       | 0      | 1           | 0          |
| K. Bönisch      | 34            | 8             | 0             | 0             | 1                 | 0                 | 0                 | 0                 | 35       | 8      | 0           | 0          |
| P. Cestonaro    | 34            | 12            | 1             | 0             | 1                 | 0                 | 0                 | 0                 | 35       | 12     | 1           | 0          |
| M. Damerau      | 5             | 0             | 1             | 0             | 0                 | 0                 | 0                 | 0                 | 5        | 0      | 1           | 0          |
| M. Deuerling    | 31            | 3             | 2             | 0             | 1                 | 0                 | 0                 | 0                 | 32       | 3      | 2           | 0          |
| U. Eplinius     | 36            | 3             | 2             | 0             | 1                 | 0                 | 0                 | 0                 | 37       | 3      | 2           | 0          |
| T. Freudenstein | 16            | 1             | 1             | 0             | 0                 | 0                 | 0                 | 0                 | 16       | 1      | 1           | 0          |
| G. Grau         | 30            | 0             | 8             | 0             | 1                 | 0                 | 0                 | 0                 | 31       | 0      | 8           | 0          |
| H. Hampl        | 24            | 7             | 4             | 0             | 1                 | 0                 | 0                 | 0                 | 25       | 7      | 4           | 0          |
| W. Horch        | 36            | 4             | 0             | 0             | 1                 | 0                 | 0                 | 0                 | 37       | 4      | 0           | 0          |
| S. Kuhn         | 8             | 0             | 1             | 0             | 1                 | 0                 | 0                 | 0                 | 9        | 0      | 1           | 0          |
| V. Münn         | 37            | 0             | 2             | 0             | 1                 | 0                 | 0                 | 0                 | 38       | 0      | 2           | 0          |
| M. Nordgren     | 33            | 3             | 5             | 0             | 1                 | 0                 | 0                 | 0                 | 34       | 3      | 5           | 0          |
| U. Pallaks      | 26            | 1             | 2             | 0             | 0                 | 0                 | 0                 | 0                 | 26       | 1      | 2           | 0          |
| P. Palupski     | 2             | 0             | 0             | 0             | 0                 | 0                 | 0                 | 0                 | 2        | 0      | 0           | 0          |
| S. Panierschky  | 3             | 0             | 0             | 0             | 0                 | 0                 | 0                 | 0                 | 3        | 0      | 0           | 0          |
| G. Siewert      | 0             | 0             | 0             | 0             | 0                 | 0                 | 0                 | 0                 | 0        | 0      | 0           | 0          |
| H. Traser       | 36            | 20            | 1             | 0             | 1                 | 0                 | 0                 | 0                 | 37       | 20     | 1           | 0          |
| U. Wielandt     | 35            | 6             | 12            | 0             | 1                 | 0                 | 1                 | 0                 | 36       | 6      | 13          | 0          |
| H. Wulf         | 38            | 0             | 1             | 0             | 1                 | 0                 | 0                 | 0                 | 39       | 0      | 1           | 0          |